# Fortunio Bonanova
Fortunio Bonanova (egentligt namn Josep Lluís Moll), född 13 januari 1895 i Palma, Mallorca, Spanien, död 2 april 1969 i Woodland Hills, Los Angeles, Kalifornien, USA, var en spansk skådespelare och sångare. Han har medverkat i ett flertal spanska och amerikanska filmer.

## Filmografi i urval
- 1941 – En sensation
- 1941 – Semester i Miami
- 1943 – Klockan klämtar för dig
- 1943 – Vägen till Cairo
- 1944 – Kvinna utan samvete
- 1944 – Vandra min väg
- 1944 – My Best Gal
- 1948 – Don Juans äventyr
- 1948 – På kryss till Rio